# Раирана храстова катерица
Раираната храстова катерица (Paraxerus flavovittis) е вид бозайник от семейство Катерицови (Sciuridae).

## Разпространение
Видът е разпространен в Кения, Малави, Мозамбик и Танзания.